# Эгурен, Алисия
Алисия Грасиана Эгурен (исп. Alicia Graciana Eguren ; 11 октября 1925, Буэнос-Айрес — 26 января 1977, Буэнос-Айрес) — аргентинская поэтесса, публицист, журналистка, редактор, политик, революционер.

## Биография
После окончания филологического факультета Университета Буэнос-Айреса работала преподавателем литературы. Учительствовала в школах Буэнос-Айреса и Росарио.
Позже — сотрудник газеты «Con Todo» и журнала «Nuevo Hombre». Редактировала общественно-литературный журнал «Sexto Continente».
В 1946 году познакомилась, а затем вышла замуж за лидера левых перонистов Джона Уильяма Кука. С 1953 года работала в министерстве иностранных дел Аргентины.
Участвовала в политической жизни страны. Была в числе боевого крыла левых перонистов, работала советником Хуана Доминго Перона. Была одним из организаторов движения сопротивления диктатуре. Играла ведущую роль в организации связей с революционными и партизанскими группами в Аргентине, в том числе с Че Геварой.
После государственного переворота 1955 года была заключена в тюрьму (1955—1957).

Алисия Эгурен — участница кубинской революции

Участница кубинской революции. Капитан Революционных вооруженных сил Кубы, в составе 9-го батальона народного ополчения Гаваны, сражалась в горах Эскамбрай и во время высадки контрреволюционного десанта в заливе Свиней.
В 1962 году участница аргентинской леворадикальной организации Партизанской армии народа, действовавшей под командованием Хорхе Рикардо Масетти. В 1964 году вместе с Куком была соучредителем ARP (Революционная перонистская акция).
В 1977 году была арестована и бесследно исчезла. По некоторым данным была брошена живой с вертолета в Ла-Плата во время полётов смерти, внесудебной расправы над противниками военного режима в Аргентине в период «грязной войны» в 1970-х годах.

## Творчество
Между 1946 и 1951 годами А. Эгурен опубликовала пять сборников стихов. Основная тема — католический идеализм.

## Избранные произведения
- Dios y el mundo,
- El canto de la tierra inicial,
- Poemas del siglo XX,
- Aquí, entre magias y espigas,
- El talud descuajado.